# ماریو پرونه
ماریو پرونه (انگلیسی: Mario Perrone؛ زادهٔ ۶ فوریهٔ ۲۰۰۳) بازیکن فوتبال است.